# Te prometo un imperio
Te prometo un imperio es la segunda novela de Juan Vilches, publicada en 2013. Novela histórica que recrea un suceso real, la visita a España, en junio de 1940, de Eduardo VIII (exrey de Gran Bretaña) y su esposa Wallis Simpson.

## Argumento
En diciembre de 1936, el rey-emperador Eduardo VIII abdica a favor de su hermano Jorge VI, padre de la actual reina de Inglaterra. El motivo de su abdicación fue que el Gobierno inglés, la Familia Real británica y la Iglesia anglicana se opusieron a su matrimonio con Wallis Simpson, una mujer norteamericana, plebeya y divorciada de dos maridos anteriores. Despojado Eduardo de sus títulos y honores, será conocido a partir de entonces como el duque de Windsor, y se instalará en Francia.
En junio de 1940, los alemanes invaden Francia, y los duques de Windsor, en vez de regresar a Inglaterra, deciden viajar a Madrid. Ni Jorge VI, ni el primer ministro Churchill pueden comprender tan extraño comportamiento, pues España es considerada una aliada de Alemania.
Eduardo y Wallis se instalarán en el Hotel Ritz, y durante su primera noche en la capital de España, muere asesinado en una habitación contigua el ayudante de campo de Eduardo. Los inesperados acontecimientos originan tres hilos argumentales principales. Uno policíaco, para investigar el misterioso asesinato. Otro de espionaje, entre la Alemania nazi, la Gran Bretaña de Churchill y la España franquista, defendiendo sus respectivos intereses políticos y su posición diplomática en la II Guerra Mundial. Y el tercero, historicista, con los avatares de la vida conyugal de los Windsor, sus relaciones con la familia real británica, y con el gobierno de su nación.

## Personajes principales
Por orden alfabético:

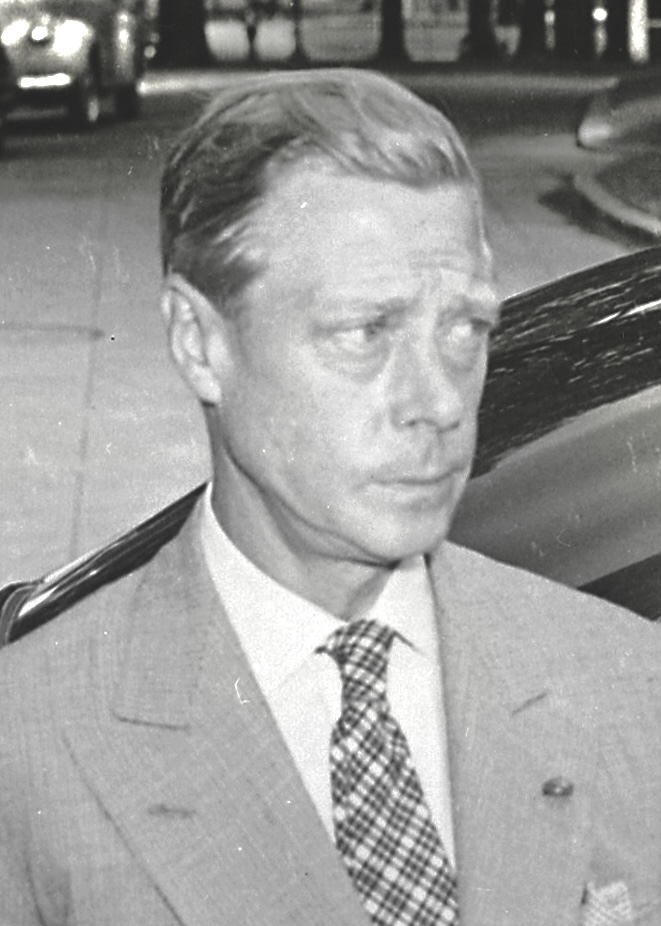
Duque de Windsor en 1945.

- Capitán Alan Hillgarth: Jefe del Servicio Secreto británico en España. Oficialmente agregado naval de la embajada británica de Madrid.
- Capitán Arturo Sotomayor: Agente de inteligencia del Servicio de Información Militar español.
- Comisario Fontecha: Comisario de policía en Madrid.
- Coronel Beigbeder: Ministro de Asuntos Exteriores de España.
- Eduardo VIII del Reino Unido: Duque de Windsor desde su abdicación en 1936, y "David" en la intimidad.
- Francisco de Irujo y Gómez de Santorcaz: director general de Seguridad. Apodado "la hiena".
- Francisco Franco: jefe de Estado español y "Generalísimo" de los Ejércitos.
- Mayor Sinclair: ayudante de campo del duque de Windsor.
- Ramón Serrano Súñer: ministro de la Gobernación de España, y cuñado de Franco.
- Rebecca Fontaine: secretaria particular de Wallis.
- Samuel Hoare (Sam): embajador de Gran Bretaña en Madrid
- Wallis Simpson: duquesa de Windsor al casarse con Eduardo, y de soltera Bessie Wallis Warfield.
- Winston Churchill: Primer ministro británico.

## Fases significativas
- "Las guerras, al final, no las ganan los que vencen, sino los que sobreviven." (pág. 405)
- "El amor es como todo en la vida: siempre se acaba perdiendo." (pág. 461)
- "Muchas veces, es más excitante un simple beso que un tumultuoso intercambio de flujos corporales." (pág. 467)
- "Te prometí un imperio... Y cada vez estamos más solos." (pág. 487)
- "Crear pruebas falsas es la mejor manera de conseguir el crimen perfecto." (pág. 532)
- "Deja de ser un muerto en vida." (pág. 545)
- "Por amor se hacen muchas cosas." (pág. 561)

## Reconocimiento
- 2013: Premio Ciudad de Cartagena a la mejor novela histórica del año.[3]